# Frederico Fernando de Áustria-Teschen
Frederico Fernando Leopoldo de Áustria-Teschen (em alemão: Friedrich Ferdinand Leopold von Österreich-Teschen; Viena, 14 de maio de 1821 - Veneza, 5 de outubro de 1847), foi arquiduque da Áustria e comandante-em-chefe da Marinha Austríaca.

## Biografia

### Família
Frederico era o quarto filho (terceiro varão) do arquiduque Carlos de Áustria-Teschen e da princesa Henriqueta de Nassau-Weilburg. Seus avós paternos foram o imperador Leopoldo II do Sacro Império Romano-Germânico e a infanta Maria Luísa da Espanha, enquanto seus avós maternos foram o príncipe Frederico Guilherme de Nassau-Weilburg e a princesa Luísa Isabel de Sayn-Wittgenstein.

### Carreira militar
Ingressou na Marinha Imperial Austríaca em 1837, com apenas dezesseis anos de idade. Dedicado, o arquiduque progrediu rapidamente e, em 1839, comandou um navio pela primeira vez, em viagem ao Oriente.

### Crise oriental de 1840
Durante a Crise Oriental de 1840 entre o Egito e o Império Otomano, Frederico lutou na companha contra Mehmet Ali, após a Convenção de Londres. Ele serviu com a frota austríaca ao longo da Costa Levantina, como comandante do navio Guerriera.

Pela Convenção, Reino Unido, Império Austríaco, Reino da Prússia e Império Russo ofereceram a Mehmet Ali o controle permanente e hereditário sobre o Egito e a província do Acre (hoje pertencente a Israel) com as seguintes condições: que estes territórios continuassem a integrar o Império Otomano e que Mehmet retirasse suas tropas da Síria e do Monte Líbano no prazo máximo de dez dias. Contando com um hipotético apoio da França, Mehmet Ali hesitou em aceitar os termos impostos, até que a Marinha Real Britânica moveu-se no Mediterrâneo oriental contra a Síria e a Alexandria. Após o bloqueio da costa do Delta do Nilo por navios britânicos e austríacos (os últimos, comandados pelo arquiduque Frederico), Beirute (em 11 de setembro de 1840) e Acre (em 3 de novembro) assinaram a rendição, obrigando Ali a aceitar os termos do acordo, em 27 de novembro.
Frederico comandou o bombardeio a Beirute e Sidon. Após a rendição do Acre, o arquiduque conduziu pessoalmente um pequeno grupo de reconhecimento composto por tropas austríacas, britânicas e turco-otomanas, que comprovaram a fuga das tropas egípcias da cidadela e hastearam as bandeiras dos três países no ponto de desembarque. Por sua excepcional liderança durante a campanha, Frederico foi nomeado Cavaleiro da Ordem de Maria Teresa.

### Comandante-em-Chefe
Em 1842, Frederico partiu para Argélia e Inglaterra. Em 1844 ele foi promovido ao posto de Vice-Almirante e tomou posse como Comandante-em-Chefe da Marinha Imperial Austríaca aos 23 anos de idade. Sua indicação veio após um motim de oficiais venezianos subalternos, liderado pelos filhos do Almirante Barão Francesco Bandiera.
Como comandante-em-chefe, Frederico introduziu muitas reformas com o objetivo de modernizar a Marinha, tornando-a menos "veneziana" e mais "austríaca". Na Áustria, até o final do século XVIII, só houve tentativas limitadas de se estabelecer uma frota própria. Quando os Habsburgo receberam Veneza, Ístria e Dalmácia pelo Tratado de Campoformio (1797), essa situação mudou consideravelmente. As forças navais venezianas, bem como suas instalações, passaram a ser controladas pela Áustria e se tornaram a base da futura Marinha austríaca. Porém, até que Frederico assumisse o cargo de comandante-em-chefe, o que se percebia é que a força naval chamada oficialmente de Marinha Austríaca, nada mais era do que tripulações venezianas operando navios venezianos com a bandeira do Império Austríaco.
Frederico tinha um interesse particular pela frota e com ele a força naval austríaca ganhou seu primeiro defensor influente no seio da Família Imperial. Seu posicionamento foi de suma importância, pois o poderio marítimo nunca esteve entre as prioridades da política externa austríaca, fazendo com que a Marinha fosse pouco conhecida e tivesse pouco apoio popular. De fato, a Marinha só conseguiu atrair atenção e verbas nos três curtos períodos de sua história em que recebeu apoio efetivo de algum príncipe imperial. Seguindo o exemplo de Frederico, os arquiduques Fernando Maximiliano (futuro imperador do México) e Francisco Fernando tornaram-se grandes entusiastas e militantes ativos da "causa naval".

### Morte
Frederico morreu de icterícia em Veneza, em 5 de outubro de 1847, aos 26 anos de idade e apenas três anos após ter sido nomeado comandante-em-chefe da Marinha Imperial Austríaca. Nunca se casou nem teve descendentes. Seu corpo foi sepultado na Igreja de São João Batista, em Veneza.

## Nota
- Este artigo foi inicialmente traduzido, total ou parcialmente, do artigo da Wikipédia em inglês cujo título é «Archduke Friedrich of Austria (1821-1847)», especificamente desta versão.